# Ketoconazol
Ketoconazolul este un antifungic derivat de imidazol, fiind utilizat în tratamentul unor micoze. Printre acestea se numără blastomicoza, cromomicoza, coccidioidomicoza, histoplasmoza și dermatofitozele. Calea de administrare disponibilă este cea topică. Au existat și forme orale, dar au fost retrase din uz în majoritatea țărilor, inclusiv în Europa.
Molecula a fost patentată în 1977 și a fost aprobată pentru uz medical în anul 1981. Este disponibil sub formă de medicament generic.

## Utilizări medicale
Ketoconazolul este utilizat în tratamentul următoarelor infecții fungice:
- dermatofitoze (tinea corporis, tinea cruris, tinea manus și tinea pedis, determinate de Trichophyton rubrum, Trichophyton mentagrophytes și Epidermophyton  floccosum)[8]
- pitiriazis versicolor și dermatită seboreică produsă de Malassezia furfur[8]
- blastomicoză, cromomicoză, coccidioidomicoză și histoplasmoză.[6]

În Statele Unite și Europa, compusul este aprobat și pentru tratamentul sindromului Cushing endogen.

## Efecte adverse
Prin administrare orală, produce afectare hepatică severă (câteodată cu necesitarea de transplant), fapt pentru care această formulare a și fost retrasă.